# 登录有形文化财
登录有形文化财（日语：／ Tōroku Yūkei Bunkazai */?），是指日本1996年修改《文化财保护法》后，新设的文化财登录制度中，登记在文化财登录原簿上的有形文化財（物质文化遗产）。最初登记对象仅限于建筑物等，但在2004年的文化财保护法修改后，不再限于建筑物。登记的内容主要以近代（明治以来）为主，但也有部分江户时代的文化财列入其中。

## 概要

### 登录制度创设的背景
1996年，日本修改了《文化财保护法》，在以往的文化財“指定”制度之外，又增设了文化财“登录”制度。二战后的日本，随着城镇化的急速发展，很多从近代前期以来的富有特色的建筑遭到了严重的破坏。对此，从1965年前后开始，各类近代的民宿建筑、欧洲风格建筑逐渐被指定为国家级的重要文化财或地方公共团体的文化财。
但是，在近代建筑被急剧破坏的背景下，仅仅依靠国家层面严格的重要文化财指定制度，无法充分保护大量的珍贵建筑。因此相关人士认为有必要降低文化财的认定门槛，扩大保护的范围。在这种背景下，作为对重要文化财指定制度的补充，法律设立了文化财登录制度，根据该制度而登记的文化财就称为登录有形文化财。

### 登录的对象
1996年文化财保护法修改时，将登录对象仅限于建筑物，并未包括美术工艺品以及历史资料等。这主要是由于当时为了应对快速的城市化进程，而必须紧急保护建筑物这一需要。
2004年，该法律再次修改，并增加了建筑物以外的登录对象。此外，对于有形民俗文化财、纪念物（史迹・名勝・天然纪念物等），也引入了登录制度，并分别称为登录有形民俗文化财、登录纪念物等。
由于该登录制度目的在于补充文化财指定制度，因此登录对象仅限于未指定为国家或地方共同团体文化财的重要文物。如在登录之后，指定为国家或地方共同团体文化财的文物，就自动从登录有形文化财的名录中删除。但指定为地方公共团体文化财的文物，为了采取保护或妥善利用的措施，经其所有者的同意，也可以不从登录名录中删除。

### 指定与登录的区别
根据文化财保护法的规定，文化财的“指定”与“登录”有明确的区别。因此各单位在网页宣传上应当严格区分表述。作为官方公告，一般也表述为“该文化财登录于登录有形文化财”。

## 登录有形文化财（建筑物）
在2016年1月1日的时点，建筑物的登录数量共有10,382件。登录的物件，包括以下多个种类。
- 政府机关、图书馆、学校、车站等公共建筑
- 军队相关设施
- 传统产业设施
- 商店、银行、旅馆、宾馆等商业建筑
- 工厂等产业相关设施
- 隧道、桥梁、灯塔等交通设施
- 水库、水门等近代化遗产
- 社寺、教堂等宗教建筑
- 民居、泉（饮用水、生活用水）

上述登录文物中，不少仍作为商店或酒店在投入经营，也有一部分作为博物馆・资料馆用于公共福利。

### 统计

#### 按都道府县统计
在2016年3月1日，各都道府县的登录建筑物数量如下。也可参考登录有形文化财列表。
|    | 都道府县 | 数量     |
| -- | -------- | -------- |
|    | 总数     | 10,516件 |
| 1  | 兵库县   | 628件    |
| 2  | 大阪府   | 614件    |
| 3  | 长野县   | 492件    |
| 4  | 京都府   | 485件    |
| 5  | 愛知县   | 454件    |
| 6  | 新潟县   | 411件    |
| 7  | 香川县   | 389件    |
| 8  | 滋贺县   | 371件    |
| 9  | 东京都   | 341件    |
| 10 | 群马县   | 324件    |
| 11 | 高知县   | 282件    |
| 12 | 冈山县   | 271件    |
| 13 | 茨城县   | 267件    |
| 14 | 石川县   | 235件    |
| 15 | 岐阜县   | 228件    |

|    | 都道府县 | 数量  |
| -- | -------- | ----- |
| 16 | 奈良县   | 227件 |
| 17 | 三重县   | 223件 |
| 18 | 栃木县   | 220件 |
| 19 | 大分县   | 218件 |
| 20 | 神奈川县 | 207件 |
| 21 | 和歌山县 | 201件 |
| 22 | 静冈县   | 200件 |
| 23 | 鸟取县   | 188件 |
| 24 | 秋田县   | 183件 |
| 25 | 千叶县   | 183件 |
| 26 | 岛根县   | 177件 |
| 27 | 山形县   | 167件 |
| 28 | 广岛县   | 154件 |
| 29 | 熊本县   | 154件 |
| 30 | 福井县   | 154件 |
| 31 | 福岛县   | 153件 |

|    | 都道府县 | 数量  |
| -- | -------- | ----- |
| 32 | 埼玉县   | 152件 |
| 33 | 北海道   | 143件 |
| 34 | 福冈县   | 136件 |
| 35 | 德岛县   | 122件 |
| 36 | 长崎县   | 120件 |
| 37 | 鹿儿岛县 | 118件 |
| 38 | 宫城县   | 114件 |
| 39 | 爱媛县   | 113件 |
| 40 | 富山县   | 107件 |
| 41 | 青森县   | 99件  |
| 42 | 佐贺县   | 95件  |
| 43 | 山口县   | 92件  |
| 44 | 宫崎县   | 80件  |
| 45 | 冲绳县   | 80件  |
| 46 | 岩手县   | 74件  |
| 47 | 山梨县   | 72件  |
| -  | 2县以上  | 2件   |

#### 按类别统计
在2011年7月1日，各个类别的登录建筑物数量如下。
| 类别     | 数量    |
| -------- | ------- |
| 总数     | 8,331件 |
| 第一产业 | 100件   |
| 第二产业 | 802件   |
| 第三产业 | 1,063件 |
| 交通     | 326件   |

| 类别         | 数量  |
| ------------ | ----- |
| 政府机关楼宇 | 152件 |
| 学校         | 262件 |
| 生活相关     | 278件 |
| 文化福利     | 266件 |

| 类别     | 数量    |
| -------- | ------- |
| 住宅     | 3,830件 |
| 宗教     | 1,024件 |
| 治山治水 | 164件   |
| 其他     | 64件    |

## 登录有形文化财（美术工艺品）
对于非建筑物的有形文化财（美术工艺品）是否能够收入登录有形文化财，文部科学省颁布了《登录有形文化财登录基准》。根据该基准，在制作后经过50年以上，經過系统性保存、收藏，且具有文化史上的意义、学术价值和历史意义的美术工艺品可以收入登录有形文化财。
第1批登录
2006年3月30日登录（官報公告于次日的3月31日），共计四批。
- 工艺品类别
  - 有田磁器（柴田夫妇收藏品） 10,311点（佐賀县立九州陶磁文化馆）
- 考古资料类别
  - 飞騨地区考古资料（江馬修收藏品） 9,524点（岐阜县高山市风土记之丘学习中心）
- 历史资料类别
  - 建筑教育资料（京都帝国大学工学部建筑学教室旧蔵）2,653点（京都大学）
  - 纸芝居资料 5,652点（宫城县图书馆）

第2批登录
2008年3月7日登录，共计二批。
- 书法・典籍类别
  - 松原文库（松原恭譲收藏佛教书籍资料） 1,090点（东大寺）
- 历史资料类别
  - 工业技术资料（日本工业大学收藏）178点（日本工业大学）

第3批登录
2008年7月10日登录，共计三批。
- 工艺品类别
  - 並河靖之七宝资料 1,662点（並河靖之七宝纪念馆）
- 考古资料领域
  - 越中地区考古资料（早川庄作收藏品） 1,699件（富山县）
- 历史资料领域
  - 工藤利三郎摄影相片玻璃原板 1,025件（保存于奈良县奈良市入江泰吉記念奈良市写真美術馆）

第 4批登录
2009年7月10日登录，共计一批。
- 历史资料类别
  - 安东尼斯柏德文收藏相片528点（国立大学法人长崎大学）

第5批登录
2010年6月29日登录，共计一批。
- 工艺品类别
  - 福井县陶瓷器资料（水野九右卫门藏品） 1,642件（福井县）

第6批登录
2011年6月27日登录，共计二批。
- 考古资料类别
  - 本山彦一收藏考古资料 18,945件（学校法人关西大学（关西大学博物馆保管））
- 历史资料类别
  - 彩色设计图集 632件（清水建设株式会社）

第7批登录
2012年9月6日登录，共计一批。
- 考古资料类别
  - 諏访地区考古资料（藤森荣一收藏品）59,628件（諏访市（諏访市博物馆保管））

## 图片

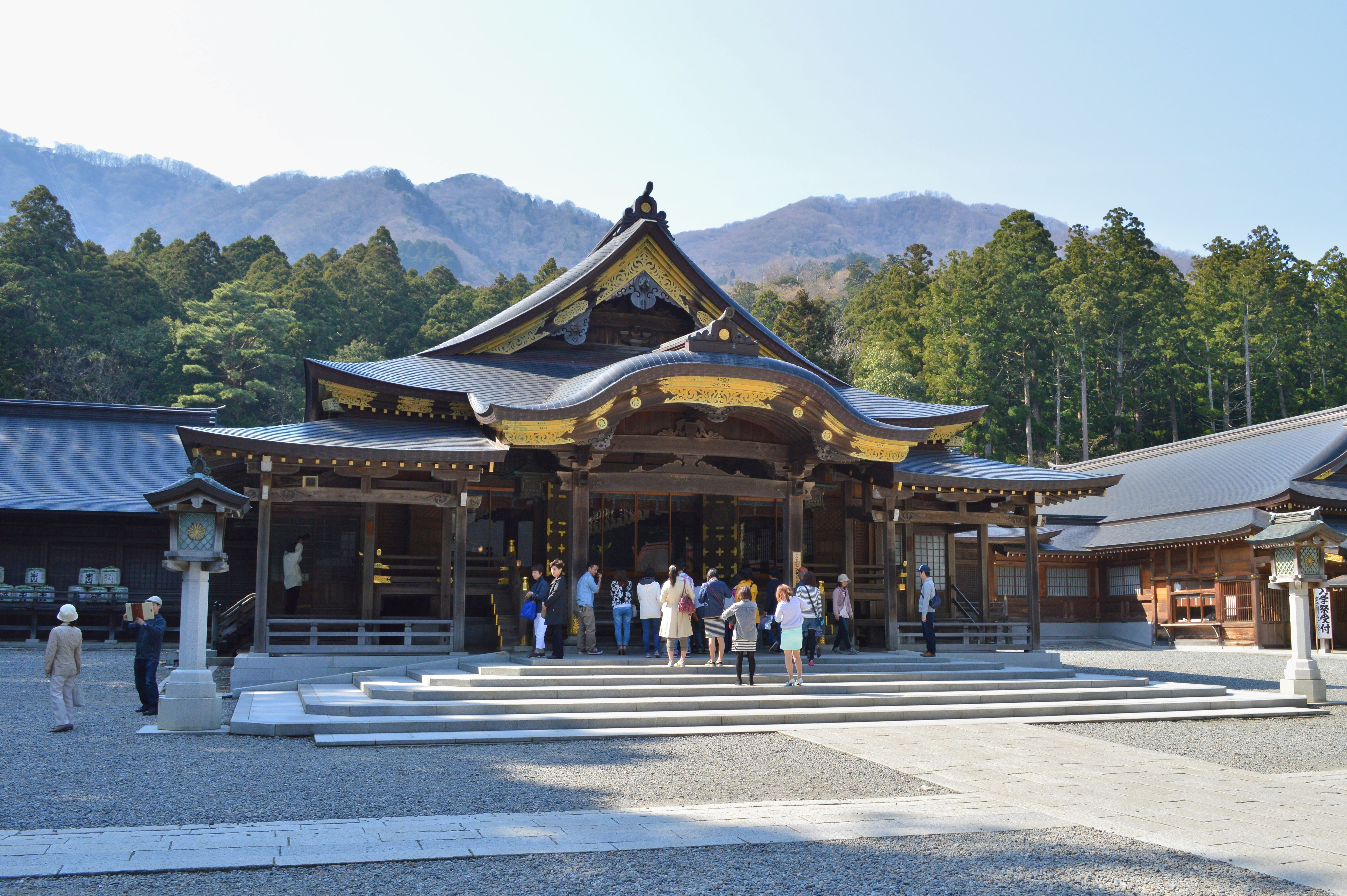
1998年登录（宗教）/弥彦神社本殿・拜殿（新泻县）
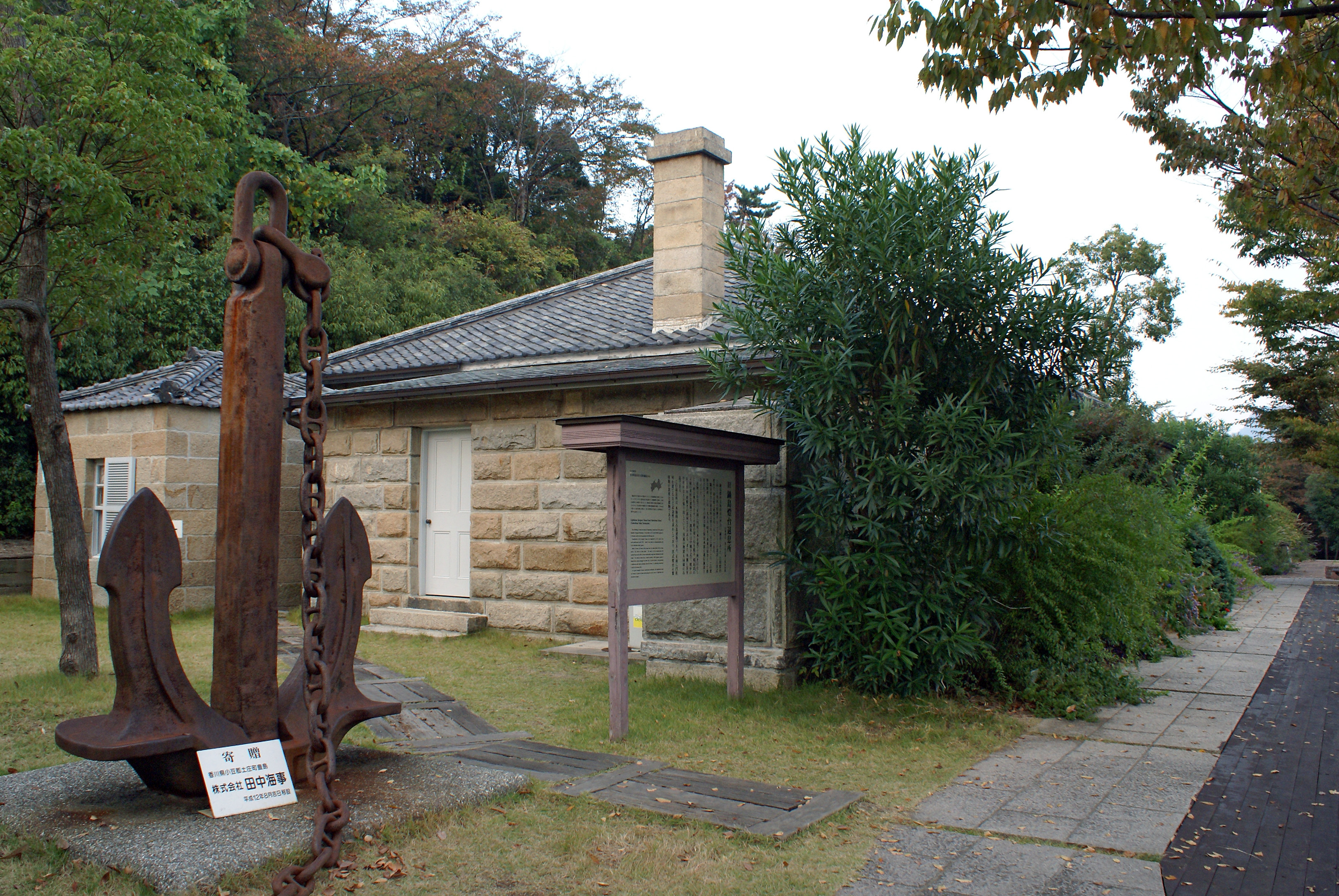
2000年登录（交通）/四国村锅岛灯塔退息所（香川县）
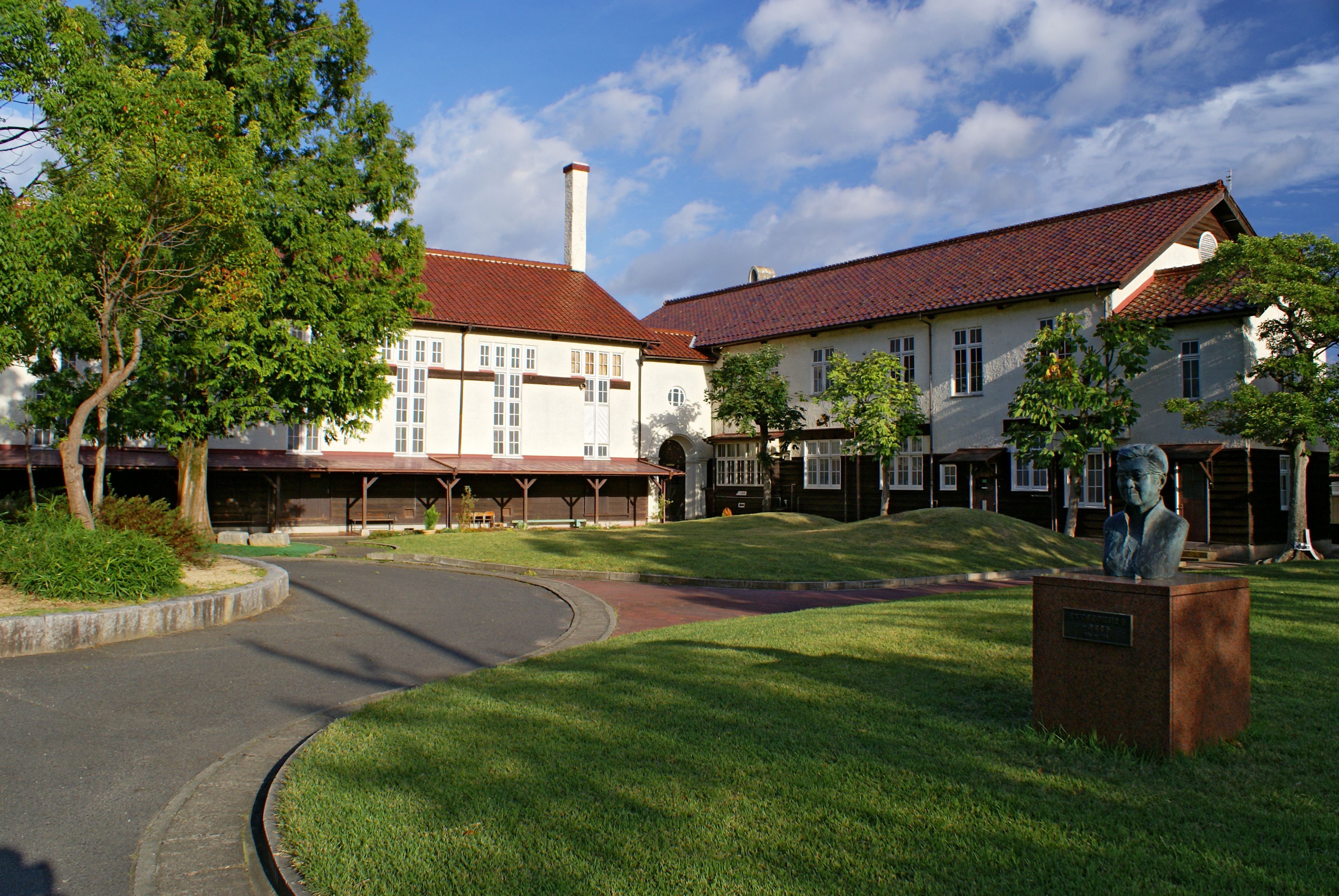
2000年登录（学校）/近江兄弟社中学校・高等学校哈依德纪念馆・教育会馆（滋贺县）
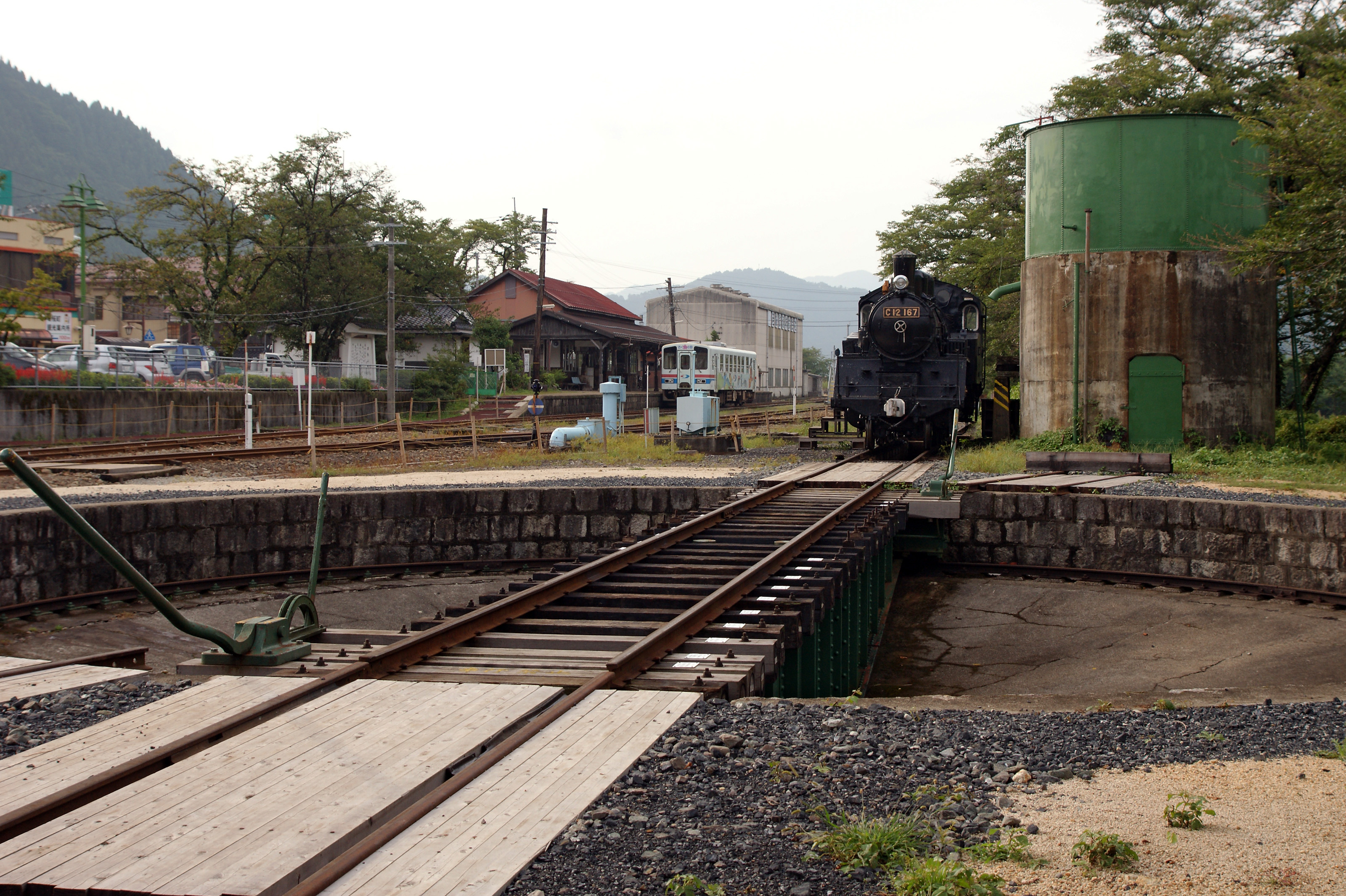
2008年登录（交通）/若樱站 火车头转车台（鸟取县）
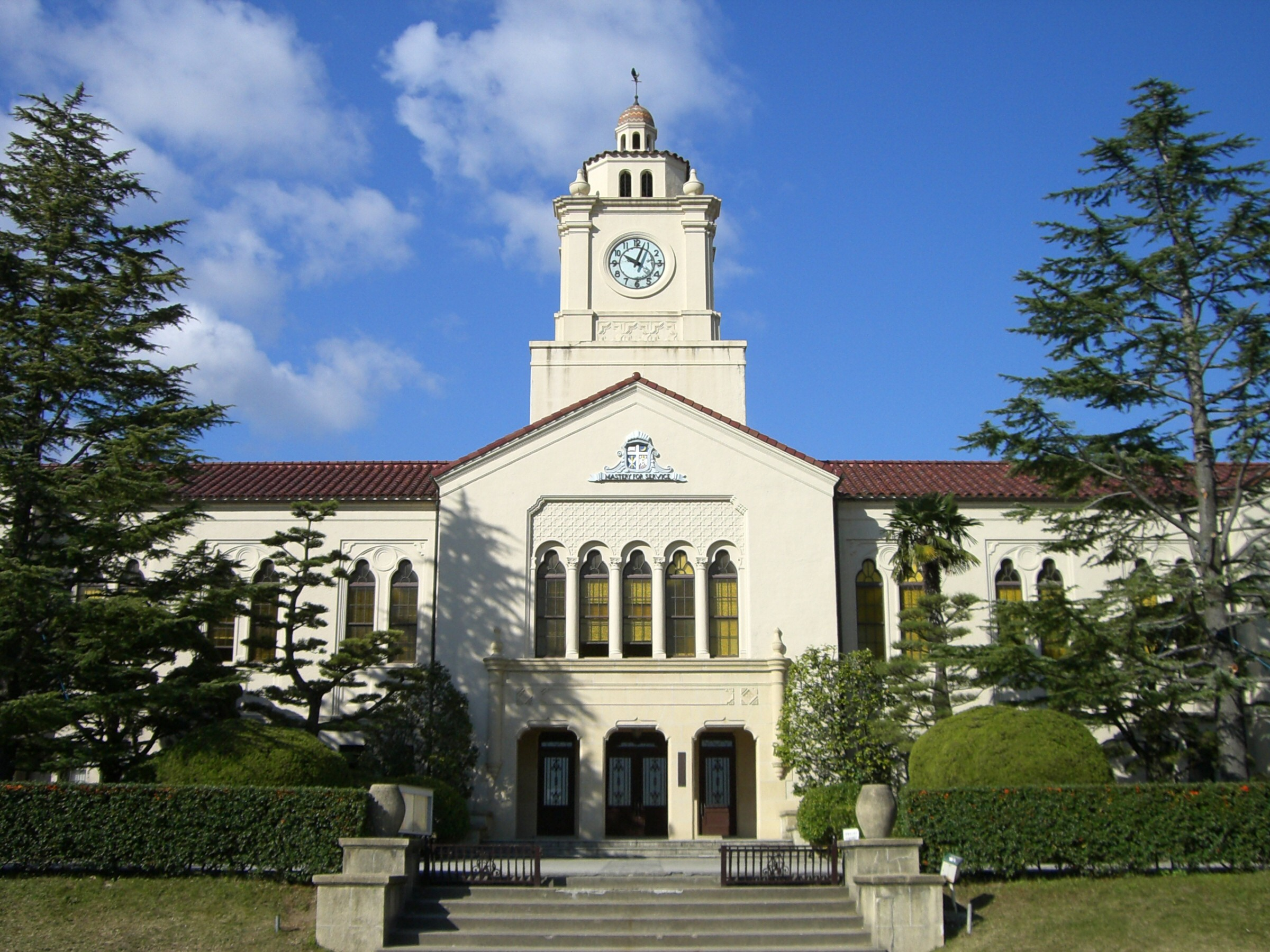
2009年登录（学校）/关西学院大学钟楼（兵库县）
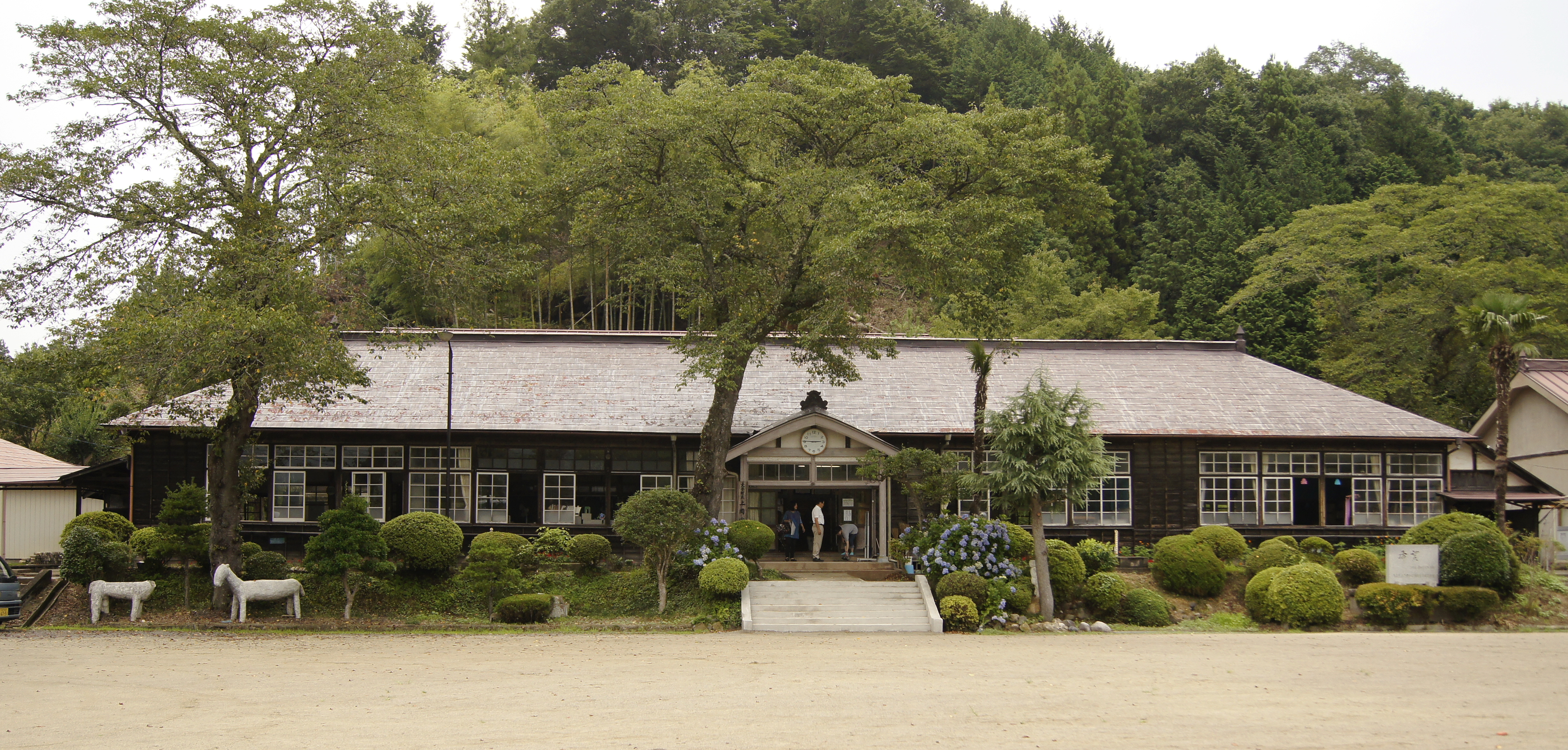
2014年登录（学校）/旧上冈小学校（茨城县）

## 脚注
1. ↑  「文化廳網站：有形文化財（建造物） （页面存档备份，存于） （页面存档备份，存于） （页面存档备份，存于） ] （页面存档备份，存于）」
2. ↑  （日語）
3. ↑  （日語）

## 关联条目
- 登录有形文化财列表
- 日本國寶
- 日本文化财产
- 重要文化财
- 重要美術品（日语：重要美術品）
- 文化財